# Кошиловцы
Кошиловцы (укр. Кошилівці) — село в Толстенской поселковой общине Чортковского района Тернопольской области Украины.
До 2020 года входило в Залещицкий район.
Код КОАТУУ — 6122085401. Население по переписи 2001 года составляло 618 человек.

## Географическое положение
Село Кошиловцы находится на берегу реки Джурин,
выше по течению примыкает село Поповцы,
ниже по течению примыкает село Подолье.

## История
- 1428 год — дата основания.

## Достопримечательности

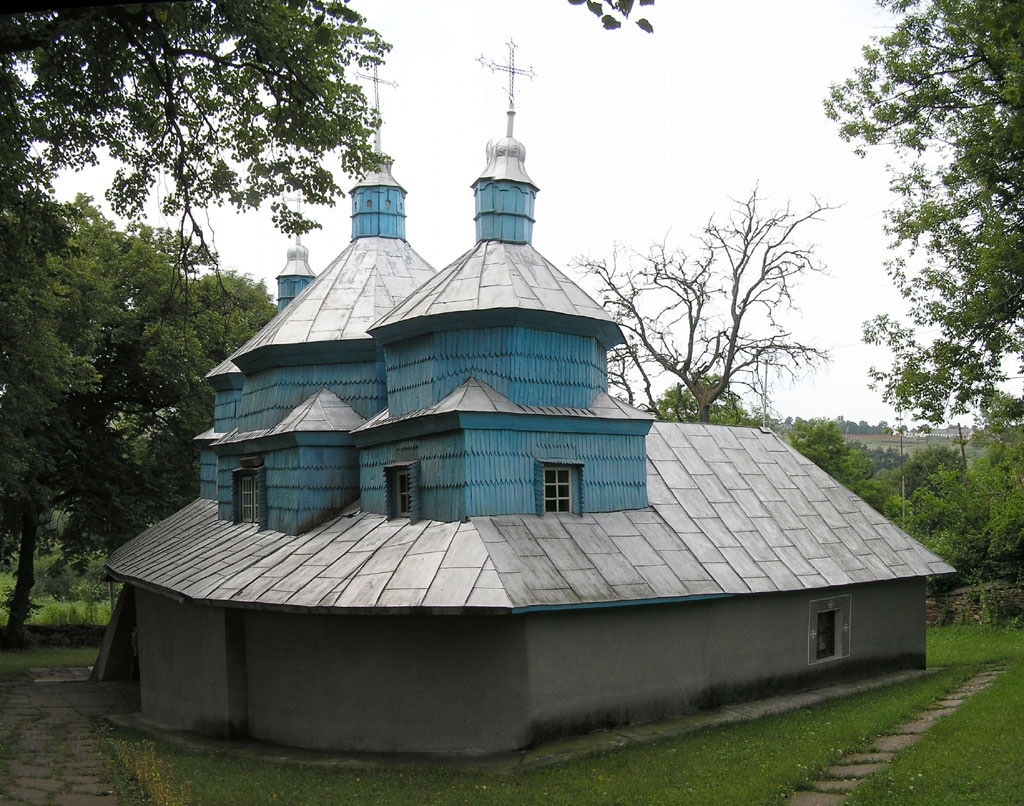
Оборонная церковь Успения Богородицы

В селе расположена каменно-деревянная церковь Успения Богородицы. На фасаде колокольни вырезана дата «1564», в связи с чем предполагают, что именно в этот период в Кошиловцах, была построена каменная оборонная церковь. Возможно, что ранее на месте каменного храма могла существовать деревянная церковь.